# Cúp bóng đá Estonia 2014–15
Cúp bóng đá Estonia 2014–15 là mùa giải thứ 25 của giải đấu bóng đá loại trực tiếp danh giá nhất Estonia. 
Đương kim vô địch Levadia bị loại trực tiếp khi đấu với đội bóng hạng 4 ở vòng Ba khi họ đưa vào sân cầu thủ không đăng ký. Nõmme Kalju giành chức vô địch và tham gia vòng loại thứ nhất of the UEFA Europa League 2015–16.

## Vòng Một
Lễ bốc thăm được tiến hành bởi Hiệp hội Bóng đá Estonia vào ngày 17 tháng 5 năm 2014, trước trận chung kết mùa giải 2013–14. Rahvaliiga (RL) là giải đấu được tổ chức bởi Hiệp hội Bóng đá Estonia, nhưng không thuộc hệ thống giải chính.
| Đội nhà                       | Tỉ số                      | Đội khách                      |
| 1 Tháng Sáu                   | 1 Tháng Sáu                | 1 Tháng Sáu                    |
| ----------------------------- | -------------------------- | ------------------------------ |
| Tallinna FC Infonet II (3)    | 7 – 0                      | (RL) FC Paidelona              |
| 4 Tháng Sáu                   |                            |                                |
| HÜJK Emmaste (3)              | 5 – 0                      | (5) FC Olympic-Olybet          |
| 5 Tháng Sáu                   |                            |                                |
| JK Kernu Kadakas (5)          | 0 – 2                      | (4) JK Kaitseliit Kalev        |
| Tallinna Depoo (6)            | 3 – 8                      | (3) Maardu FC Starbunker       |
| Saaremaa JK aameraaS (5)      | đi tiếp1                   | (1) Jõhvi FC Lokomotiv         |
| Tallinna FC Flora II (2)      | 4 – 4 (s.h.p.) (9–8 ph.đ.) | (3) Tartu FC Santos            |
| Pirita Reliikvia (6)          | 0 – 1                      | (4) Võru JK                    |
| Pärnu Linnameeskond (2)       | 3 – 4                      | (1) JK Tallinna Kalev          |
| Tartu JK Tammeka (1)          | 5 – 2                      | (5) EMÜ SK                     |
| Viimsi MRJK (4)               | 6 – 1                      | (5) FC Järva-Jaani             |
| Tallinna FC Ararat TTÜ (3)    | đi tiếp2                   | (RL) FC Vinni                  |
| Kuusalu JK Rada (5)           | 9 – 0                      | (6) Tartu Ülikool Fauna        |
| 6 Tháng Sáu                   |                            |                                |
| FC Tartu (5)                  | 4 – 0                      | (RL) FC Peedu                  |
| JK Tallinna Kalev III (5)     | 3 – 2                      | (RL) JK Raudne Rusikas         |
| 7 Tháng Sáu                   |                            |                                |
| FC Kuressaare (2)             | 7 – 0                      | (RL) JK Väätsa Vald            |
| Narva United FC (5)           | 2 – 0                      | (RL) Rapla Lokomotiiv          |
| Tallinna FC Dnipro (5)        | đi tiếp3                   | (RL) Vutihoolikud              |
| Tallinna FC Infonet (1)       | 16 – 0                     | (6) Pärnu JK Poseidon-Nirvaana |
| 8 Tháng Sáu                   |                            |                                |
| Maardu United (6)             | 8 – 0                      | (RL) FC Shnelli                |
| Tartu Taara (RL)              | 0 – 8                      | (2) Vändra JK Vaprus           |
| JK Tallinna Kalev Juunior (6) | 6 – 1                      | (RL) FC Aseri/Askele           |
| Tõrva JK (5)                  | 6 – 0                      | (5) Vastseliina FC Aspen       |
| JK Fellin/Club Red (RL)       | 1 – 1 (s.h.p.) (1–4 ph.đ.) | (6) Raasiku Valla FC           |
| Viimsi FC Igiliikur (5)       | 5 – 1                      | (RL) Virtsu Jalgpalliklubi     |
| FC Twister (6)                | 1 – 4                      | (RL) JK Tartu Tehased          |
| Rakvere JK Tarvas (2)         | 3 – 0                      | (5) FC Castovanni Eagles       |
| Tartu FC Merkuur (5)          | 10 – 1                     | (RL) JK Õismäe Torm            |
| Lootos FCR (RL)               | 2 – 5                      | (6) Tallinna Jalgpalliselts    |
| JK Retro (5)                  | 5 – 1                      | (5) Tallinna JK Piraaja        |
| 9 Tháng Sáu                   |                            |                                |
| Saku Sporting (5)             | 3 – 1                      | (4) JK Loo                     |
| 10 Tháng Sáu                  |                            |                                |
| Tallinna FC Charma (5)        | 3 – 2                      | (6) JK Jalgpallihaigla         |
| 11 Tháng Sáu                  |                            |                                |
| Narva JK Trans (1)            | 1 – 3                      | (1) JK Sillamäe Kalev          |
| FC Lelle (5)                  | 1 – 5                      | (4) FCF Tallinna Ülikool       |
| FC Nõmme United (4)           | 10 – 0                     | (RL) Anija United              |
| JK Ganvix Türi (4)            | 11 – 2                     | (RL) Kohtla-Nõmme              |
| Keila JK (4)                  | 12 – 1                     | (RL) FC Somnium                |
| 15 Tháng Sáu                  |                            |                                |
| SK Imavere Forss (5)          | 6 – 1                      | (6) FC Helios                  |
| 18 Tháng Sáu                  |                            |                                |
| Raasiku FC Joker 1993 (4)     | 8 – 2                      | (RL) Viimsi Ehitus             |
| 26 Tháng Sáu                  |                            |                                |
| Pärnu FC Metropool (4)        | 9 – 0                      | (6) FC Haiba                   |
| Saue JK Laagri (4)            | 2 – 1 (s.h.p.)             | (6) FC Eston Villa             |
| 27 Tháng Sáu                  |                            |                                |
| SK Tääksi (5)                 | 1 – 1 (s.h.p.) (5–4 ph.đ.) | (4) Läänemaa JK Haapsalu       |
| 2 Tháng Bảy                   |                            |                                |
| Tallinna FC Flora (1)         | 7 – 0                      | (2) Viljandi JK Tulevik        |

Ghi chú
- Ghi chú 1: Saaremaa JK aameraaS bỏ giải.
- Ghi chú 2: FC Vinni bỏ giải.
- Ghi chú 3: Vutihoolikud bỏ giải.

### Đội miễn đấu
Các đội sau không được bốc thăm và đi tiếp vào vòng Hai mà không cần thi đấu:
- Meistriliiga (Cấp độ 1): Tallinna FC Levadia, Nõmme Kalju FC, Paide Linnameeskond
- Esiliiga (2): Kiviõli FC Irbis, Tallinna FC Puuma
- Esiliiga B (3): Tallinna FC Flora III, FC Elva
- II Liiga (4): JK Welco Elekter, SK Noorus 96 Jõgeva, JK Visadus, Lasnamäe FC Ajax
- III Liiga (5): IAFA Estonia, Ambla Vallameeskond, Rapla JK Atli, Valga FC Warrior, FC Otepää, Navi Vutiselts, FC Kose
- IV Liiga (6): SK Tapa, FC Soccernet, Tallinna FC Reaal, FCF Tallinna Ülikool II
- Rahvaliiga (RL): –

## Vòng Hai
Lễ bốc thăm diễn ra vào ngày 12 tháng Sáu.
| Đội nhà                        | Tỉ số                     | Đội khách                   |
| 25 Tháng Sáu                   | 25 Tháng Sáu              | 25 Tháng Sáu                |
| ------------------------------ | ------------------------- | --------------------------- |
| Tallinna Jalgpalliselts (6)    | 0–2                       | (5) Viimsi FC Igiliikur     |
| 28 Tháng Sáu                   |                           |                             |
| JK Tallinna Kalevi Juunior (6) | 0–19                      | (1) Tallinna FC Levadia     |
| 2 Tháng Bảy                    |                           |                             |
| Paide Linnameeskond (1)        | 17 – 0                    | (RL) JK Tartu Tehased       |
| Kiviõli FC Irbis (2)           | 15 – 0                    | (5) Saku Sporting           |
| Navi Vutiselts (5)             | 0 – 3                     | (1) JK Tallinna Kalev       |
| 5 Tháng Bảy                    |                           |                             |
| SK Noorus 96 Jõgeva (4)        | đi tiếp                   | (4) Lasnamäe FC Ajax        |
| 6 Tháng Bảy                    |                           |                             |
| FC Tartu (5)                   | 8 – 1                     | (5) Rapla JK Atli           |
| JK Retro (5)                   | 9 – 2                     | (5) Valga FC Warrior        |
| 10 Tháng Bảy                   |                           |                             |
| JK Kaitseliit Kalev (4)        | 0 – 3                     | (5) Tallinna FC Charma      |
| 11 Tháng Bảy                   |                           |                             |
| Tartu JK Tammeka (1)           | 4 – 1                     | (5) Kuusalu JK Rada         |
| 13 Tháng Bảy                   |                           |                             |
| JK Ganvix Türi (4)             | 4 – 1                     | (5) Tõrva JK                |
| 15 Tháng Bảy                   |                           |                             |
| Võru JK (4)                    | 5 – 2                     | (6) FC Soccernet            |
| FC Otepää (5)                  | 0 – 2                     | (2) Rakvere JK Tarvas       |
| Tartu FC Merkuur (5)           | 0 – 4                     | (2) FC Kuressaare           |
| Tallinna FC Ararat TTÜ (3)     | 5 – 0                     | (6) FCF Tallinna Ülikool II |
| Jõhvi FC Lokomotiv (1)         | 2 – 1 (s.h.p.)            | (2) Vändra JK Vaprus        |
| 16 Tháng Bảy                   |                           |                             |
| Tallinna FC Flora II (2)       | 3 – 1                     | (5) Narva FC United         |
| FC Nõmme United (4)            | 2 – 9                     | (4) FCF Tallinna Ülikool    |
| Pärnu FC Metropool (4)         | 3 – 1                     | (6) Raasiku Valla FC        |
| JK Tallinna Kalev III (5)      | đi tiếp4                  | (5) IAFA Estonia            |
| 20 tháng Bảy                   |                           |                             |
| SK Tapa (6)                    | 4 – 0                     | (3) Tallinna FC Flora III   |
| Tallinna SK Dnipro (5)         | 2 – 0                     | (6) Maardu United           |
| 22 Tháng Bảy                   |                           |                             |
| Maardu FC Starbunker (3)       | 2 – 1                     | (3) HÜJK Emmaste            |
| Raasiku FC Jokker 1993 (4)     | 0 – 2                     | (1) Tallinna FC Infonet     |
| Tallinna FC Flora (1)          | 5 – 0                     | (4) JK Visadus              |
| 23 Tháng Bảy                   |                           |                             |
| JK Welco Elekter (4)           | 0 – 0 (s.h.p.) (2–4ph.đ.) | (5) FC Kose                 |
| FC Elva (3)                    | 2 – 2 (s.h.p.) (2–3ph.đ.) | (3) Tallinna FC Infonet II  |
| SK Imavere Forss (5)           | 1 – 3                     | (4) Saue JK Laagri          |
| Tallinna FC Reaal (6)          | 2 – 4                     | (5) SK Tääksi               |
| 5 Tháng Tám                    |                           |                             |
| JK Sillamäe Kalev (1)          | 11 – 0                    | (4) Viimsi MRJK             |
| 6 Tháng Tám                    |                           |                             |
| Keila JK (4)                   | 2 – 1                     | (2) Tallinna FC Puuma       |
| 13 Tháng Tám                   |                           |                             |
| Nõmme Kalju FC (1)             | 18 – 0                    | (5) Ambla Vallameeskond     |

Notes
- Ghi chú 4: IAFA Estonia bỏ giải.

## Vòng Ba
Lễ bốc thăm diễn ra vào ngày 18 tháng Bảy.
| Đội nhà                    | Tỉ số                     | Đội khách                  |
| 5 Tháng Tám                | 5 Tháng Tám               | 5 Tháng Tám                |
| -------------------------- | ------------------------- | -------------------------- |
| Jõhvi FC Lokomotiv (1)     | 3 – 1                     | (5) JK Tallinna Kalev III  |
| 6 Tháng Tám                |                           |                            |
| Pärnu FC Metropool (4)     | 3 – 3 (s.h.p.) (1–3ph.đ.) | (3) Tallinna FC Ararat TTÜ |
| SK Tääksi (5)              | 3 – 7                     | (2) Kiviõli FC Irbis       |
| Tallinna FC Infonet II (3) | 2 – 1                     | (2) Rakvere JK Tarvas      |
| 12 Tháng Tám               |                           |                            |
| Võru JK (4)                | 0 – 11                    | (1) Tallinna FC Infonet    |
| Tallinna FC Flora II (2)   | 3 – 1                     | (1) Tartu JK Tammeka       |
| Tallinna FC Flora (1)      | 13 – 0                    | (5) FC Kose                |
| 14 Tháng Tám               |                           |                            |
| FC Tartu (5)               | 2 – 5                     | (5) JK Retro               |
| 17 Tháng Tám               |                           |                            |
| Tallinna FC Flora III (3)  | 2 – 3                     | (5) Viimsi FC Igiliikur    |
| 19 Tháng Tám               |                           |                            |
| Tallinna FC Charma (5)     | 2 – 11                    | (4) FCF Tallinna Ülikool   |
| 26 Tháng Tám               |                           |                            |
| SK Noorus 96 Jõgeva (4)    | 0 – 1                     | (1) JK Tallinna Kalev      |
| 2 Tháng Chín               |                           |                            |
| Tallinna FC Levadia (1)    | đi tiếp5                  | (4) Saue JK Laagri         |
| Tallinna SK Dnipro (4)     | 0 – 13                    | (1) JK Sillamäe Kalev      |
| Keila JK (4)               | 0 – 6                     | (1) Paide Linnameeskond    |
| 3 Tháng Chín               |                           |                            |
| Maardu FC Starbunker (3)   | 5 – 1                     | (4) JK Ganvix Türi         |
| 1 Tháng Mười               |                           |                            |
| Nõmme Kalju FC (1)         | 4 – 0                     | (2) FC Kuressaare          |

- Ghi chú 5: Saue Laagri được giành phần thắng vì Levadia đưa vào sân một cầu thủ không hợp lệ.[5]

## Vòng Bốn
Lễ bốc thăm diễn ra vào ngày 21 tháng Tám.
| Đội nhà                    | Tỉ số                     | Đội khách                  |
| 24 Tháng Chín              | 24 Tháng Chín             | 24 Tháng Chín              |
| -------------------------- | ------------------------- | -------------------------- |
| FCF Tallinna Ülikool (4)   | 4 – 3 (s.h.p.)            | (5) JK Retro               |
| 1 Tháng Mười               |                           |                            |
| Tallinna FC Ararat TTÜ (3) | 0 – 3                     | (3) Tallinna FC Infonet II |
| 11 Tháng Mười              |                           |                            |
| Maardu FC Starbunker (3)   | 0 – 4                     | (1) Nõmme Kalju FC         |
| JK Tallinna Kalev (1)      | 0 – 3                     | (1) Jõhvi FC Lokomotiv     |
| Paide Linnameeskond (1)    | đi tiếp6                  | (2) Kiviõli FC Irbis       |
| 21 Tháng Mười              |                           |                            |
| JK Sillamäe Kalev (1)      | 0 – 0 (s.h.p.) (4–2ph.đ.) | (1) Tallinna FC Infonet    |
| Tallinna FC Flora (1)      | 11 – 0                    | (4) Saue JK Laagri         |
| 22 Tháng Mười              |                           |                            |
| Viimsi FC Igiliikur (5)    | 0 – 9                     | (2) Tallinna FC Flora II   |

- Ghi chú 6: Kiviõli FC Irbis bỏ giải.

## Tứ kết
Lễ bốc thăm diễn ra vào ngày 2 tháng 3 năm 2015.
| 28 tháng 4 năm 2015 | Paide Linnameeskond (1)          | 3 – 0    | (2) Infonet II | Paide                                                                       |  |
| 18:45 UTC+3         | Uwaegbulam 2', 52' · Varendi 53' | Chi tiết |                | Sân vận động: Paide linnastaadion Lượng khán giả: 30 Trọng tài: Elar Tarkus |  |

| 28 tháng 4 năm 2015 | Flora (1)          | 2 – 1    | (1) Sillamäe Kalev | Tallinn                                                                    |  |
| 19:00 UTC+3         | Tukiainen 12', 85' | Chi tiết | Sidorenkov 22'     | Sân vận động: A. le Coq Arena Lượng khán giả: 248 Trọng tài: Kristo Tohver |  |

| 29 tháng 4 năm 2015 | Nõmme Kalju (1)                                            | 5 – 3    | (4) Jõhvi Lokomotiv           | Tallinn                                                              |  |
| 18:45 UTC+3         | Neemelo 3' · Dmitrijev 17', 56' · Järva 31' · Listmann 68' | Chi tiết | Smirnov 48', 64', 74' (ph.đ.) | Sân vận động: Hiiu Stadium Lượng khán giả: 101 Trọng tài: Rauno Kald |  |

| 29 tháng 4 năm 2015 | Tallinna Ülikool (4)                 | 3 – 5    | (2) Flora II                                                  | Tallinn                                                                 |  |
| 19:00 UTC+3         | Anniste 41' · Taska 61' · Klasen 74' | Chi tiết | Taska 21' (l.n.) · Siim 33', 90+3' · Roog 41' · Riiberg 45+1' | Sân vận động: Sportland Arena Lượng khán giả: 22 Trọng tài: Tomi Rahula |  |

## Bán kết
Lễ bốc thăm diễn ra vào ngày 30 tháng 4 năm 2015.
| 12 tháng 5 năm 2015 | Flora II (2) | 1 – 3    | (1) Paide Linnameeskond                     | Tallinn                                                                     |  |
| 19:00 UTC+3         | Siim 59'     | Chi tiết | Varendi 8' · Uwaegbulam 63' · Zahovaiko 84' | Sân vận động: A. Le Coq Arena I Lượng khán giả: 285 Trọng tài: Andrei Karhu |  |

| 13 tháng 5 năm 2015 | Flora (1)     | 1 – 2    | (1) Nõmme Kalju              | Tallinn                                                                    |  |
| 19:00 UTC+3         | Jürgenson 15' | Chi tiết | Kimbaloula 75' · Neemelo 83' | Sân vận động: A. Le Coq Arena Lượng khán giả: 438 Trọng tài: Kristo Tohver |  |

## Chung kết
| 30 tháng 5 năm 2015 | Paide Linnameeskond (1) | 0 – 2    | (1) Nõmme Kalju                  | Tallinn                                                                     |  |
| 16:30 UTC+3         |                         | Chi tiết | Dmitrijev 45+1' · Kimbaloula 76' | Sân vận động: A. Le Coq Arena Lượng khán giả: 2441 Trọng tài: Juri Frischer |  |